# 엔도 다케시
엔도 타케시는 일본의 성우이다.

## TV 애니메이션
1993년
- 푸른전설의 슛! (우메미야)

1994년
- 마멀레이드·보이(미야지마 디렉터)

1996년
- 게게게의 키타로 제4작(조감독)

1998년
- 알렉산더 전기(이븐)
- MASTER 키튼(목사)
- 로도스도 전기-영웅 기사전-(가베라)

## OVA
- 마스터 키튼

## 극장판 애니메이션
- 아오노 도몬(나레이션)